# Centifoliarosor
Centifoliarosor (Rosa Centifolia-Gruppen) är en grupp av rosor. 